# Hansjöliden
Hansjöliden är en by i Kramfors kommun, Gudmundrå socken i Ångermanland vid sjön Nästvattnets södra ände och är en del av Kramfors finnmark. Skoterleden från Kramfors mot Habborn går förbi Hansjöliden. Byn har en bofast familj (2010).